# Gymnura marmorata
Gymnura marmorata är en rockeart som först beskrevs av Cooper 1864.  Gymnura marmorata ingår i släktet Gymnura och familjen Gymnuridae. IUCN kategoriserar arten globalt som livskraftig. Inga underarter finns listade i Catalogue of Life.